# 大隈站
大隈站（日语：／ Ōkuma eki */?）是位於福岡縣嘉穗郡嘉穗町（現時：嘉麻市）牛隈，九州旅客鐵道（JR九州）上山田線的鐵路車站（廢站）。

## 歷史
- 1898年（明治31年）2月8日：九州鐵道開設此站[1]。
- 1907年（明治40年）7月1日：九州鐵道被國有化（日语：鉄道国有法），成為國有鐵道的車站[1]。
- 1909年（明治42年）10月12日：若松站至上山田站之間定名為筑豐本線。此站成為筑豐本線的車站。
- 1916年（大正5年）3月：站舍改建[2]。
- 1929年（昭和4年）12月7日：筑豐本線飯塚站至上山田站之間分拆為上山田線。此站成為上山田線車站。
- 1974年（昭和49年）3月5日：結束貨運業務[1]。
- 1987年（昭和62年）4月1日：因國鐵分割民營化，此站成為九州旅客鐵道的車站[1]。
- 1988年（昭和63年）9月1日：隨著上山田線全線廢除，此站也被廢除[1]。

## 車站構造
此站為地面車站和直營車站，設有木造站舍。本來車站是建於異處，這是由於當時在當地發起了鐵路回避運動。

## 車站周邊
- 嘉穗町立牛隈小學
- 福岡縣嘉麻警署（日语：嘉麻警察署）
- 國道211號（日语：国道211号）

## 現狀
車站遺址變成了公園（嘉麻市交通公園），公園內設置了站名牌和路軌等紀念物。該處也設置了紀念碑，寫上了「舊上山田線 大隈站跡」。在公園旁設有西鐵巴士（西鐵巴士筑豐）和嘉麻市巴士「西牛隈」巴士站。

## 其他
在1985年（昭和60年）度後期的NHK連續電視小說第35個作品《最太鼓》中，曾經於此站取景。

## 相鄰車站
九州旅客鐵道（JR九州）
上山田線
臼井－大隈－（嘉穗信號場）－下山田

## 注腳
1. 1 2 3 4 5 6 7  石野哲 (编).  初版. JTB. 1998-10-01: 803. ISBN 978-4-533-02980-6 （日语）.
2. ↑  嘉穗町誌，103頁
3. ↑  週刊TV Guide 1985年7月19日號 p.20 - 21「Hot Angle」

## 相關項目
- 日本鐵路車站列表 O
- 大隈軌道（日语：大隈軌道） - 曾經連接此站的馬車鐵路。